# میروسلاو استوانوویچ
میروسلاو استوانوویچ (انگلیسی: Miroslav Stevanović؛ زادهٔ ۲۹ ژوئیهٔ ۱۹۹۰) بازیکن فوتبال اهل بوسنی و هرزگوین است که در پست وینگر در سوپر لیگ فوتبال سوئیس برای باشگاه سروت بازی می‌کرد.
وی همچنین در تیم‌های ملی فوتبال زیر ۱۷ سال و زیر ۱۹ سال و زیر ۲۱ سال بوسنی و هرزگوین، و بزرگسالان (اصلی) بوسنی و هرزگوین بازی کرده‌است.